# Корсунка (Херсонская область)
Корсунка (укр. Корсунка) — село в Новокаховской городской общине Каховского района Херсонской области Украины. В 2022 году, во время вторжения России на Украину, село было захвачено. На данный момент находится под оккупацией ВС РФ. Было полностью затоплено после разрушения Каховской ГЭС.
Население по переписи 2001 года составляло 1478 человек. Почтовый индекс — 74986. Телефонный код — 5549. Код КОАТУУ — 6510745301.
В селе находился Корсунский Богородичный монастырь.

## Местный совет
74987, Херсонская обл., Новокаховский городской совет, пгт Днепряны, ул. 1 Мая, 7